# Faculté de médecine d'Alger
La Faculté de médecine d'Alger a vu le jour le 30 décembre 1909 par promulgation de la loi portant création de l'Université d'Alger. Le décret du 4 janvier 1910 organisa l'enseignement.

## Historique

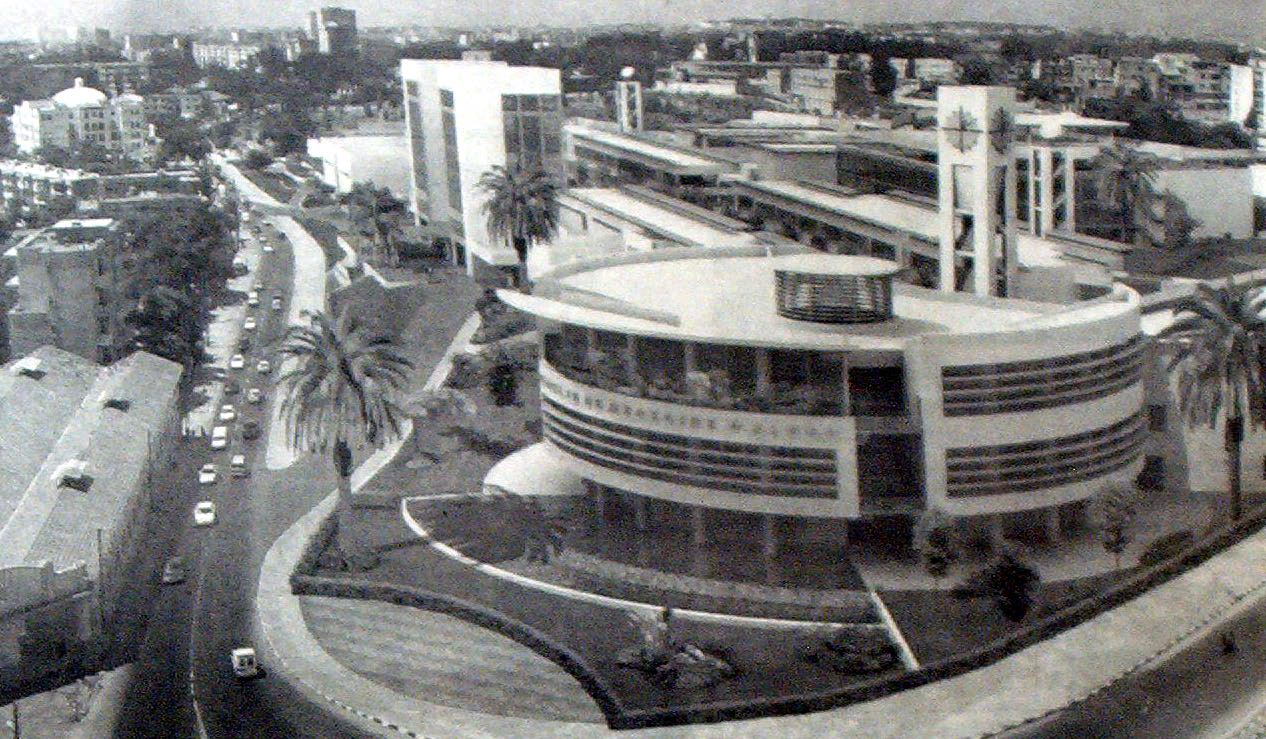
La nouvelle faculté de médecine d'Alger à Châteauneuf (commune de Ben Aknoun).

La pratique de la médecine en Algérie existait depuis longtemps, attestée par nombre d'usages et de documents. Dès le Moyen Âge, on  voit apparaître des bimaristans (hôpitaux charitables musulmans) dans les principales cités algériennes. Ces établissements, fondés sur le modèle arabo-musulman, offraient gratuitement soins médicaux et hospitalité aux malades et indigents. Sous les dynasties locales, notamment les Zianides à Tlemcen et les Hafsides à Béjaïa et Constantine, les capitales régionales disposaient d’institutions hospitalières. À la fin du XVIIIᵉ siècle, Alger comptait huit établissements de soins, dont quatre étaient des bimaristans accueillant la population musulmane et trois des hôpitaux réservés aux chrétiens principalement des communautés commerçantes dont les soins étaient prodigués par des médecins qui pratiquaient la médecine européenne. Un des plus célèbres médecins d’Alger, fut Abderezak Ibn Hamadouche El Djazaïri (1695-1785), dont l’ouvrage « Secret des plantes » ou «Révélation des énigmes dans l'exposition des médicaments et des plantes », traitait des propriétés pharmacologiques et toxicologiques de nombreuses plantes. Il fut considéré comme un des derniers grands scientifiques algériens avant la colonisation française. C'est avec la colonisation française, que la médecine européenne moderne s'installa dans le pays.

### École d'instruction de l'armée (1832)
Deux années après l'entrée des Français en Algérie, il existait déjà une École d'instruction de l'armée organisée par Baudens à l'hôpital du Dey de Bab El Oued (futur hôpital Maillot).
Les médecins et pharmaciens de l'armée tenaient à l'honneur d'y enseigner l'anatomie et la chirurgie. C'étaient Stephanopoli, Molinard, Guyon, Maillot, Monard, Chevreau qui légua sa bibliothèque à l'école, Desbrières, Juving...
Mais en juin 1836 Clauzel  supprimait l'Hôpital d'instruction.

### École préparatoire de médecine et de pharmacie d'Alger (1857)
Dès 1849, la Société de médecine d'Alger réclamait l'institution d'une école de médecine. Ce désir semblait prématuré, mais le projet, repris en 1854 sous l'impulsion de Bertherand, médecin principal de l'armée, aboutit. Ce dernier fut le directeur fondateur de l'École préparatoire de médecine et de pharmacie d'Alger créée par décret du 4 août 1857. Pour rendre hommage à ses efforts et afin de perpétuer son souvenir, le Conseil de l'école décida d'apposer sur le frontispice du grand amphithéâtre de clinique une plaque portant ces mots : « À Bertherand, fondateur de l'École de médecine ». Le siège de l'école était rue René Caillé au numéro 4, une perpendiculaire à la rue Bab Azzoun.
Après l'hôpital du Dey c'est à l'Hôpital Mustapha Pacha que des cours seront donnés aux étudiants. Le corps enseignant comprenait huit professeurs titulaires et quatre professeurs suppléants. Les diplômes que l'école était autorisée à délivrer étaient ceux « d'officiers de santé, pharmaciens et sages-femmes de 2e classe ».
Le nombre d'élèves en 1859 était de 21 et en 1882 de 72. La progression était lente. En 1865 la première étudiante en médecine inscrite fut Mlle Renggen de La Lime.
Parmi les enseignants, on notait les docteurs Bruch (1859) ; Patin (1863) ; Alcantara (1863) ; Trollier (1868) ; Sédillot (1869) ; Trollard (1869) ; Texier (1870) ; et le pharmacien Roucher (1858).

### École supérieure de médecine et de pharmacie (1879)
En application de la loi du 20 décembre 1879, l'École préparatoire de médecine et de pharmacie d'Alger connut une évolution qui aboutit à sa transformation en École supérieure de médecine et de pharmacie, sous les auspices de la Faculté de Médecine de Montpellier qui délivrait les diplômes.
À cette époque, Mohamed Seghir Benlarbey (1850-1939) premier médecin algérien, soutint sa thèse 1884.
En 1887, les écoles de droit, lettres, sciences et médecine qui étouffaient dans des locaux exigus furent rassemblées en un palais commun édifié au Camp d'Isly.
L'école s'illustrait par les travaux de Battandier, Cochez, Vincent, Trolard, Trabut, Moreau, Soulié, Cange... et les professeurs avaient réussi à créer des publications telles que la Gazette médicale de l'Algérie, Alger médical et le Bulletin médical de l'Algérie.
À la direction se succédaient les docteurs Texier (jusqu'en 1895), Bruch (1895-1904) et Joseph Curtillet (1863 - 1927). Ce dernier, chirurgien lyonnais, qui dirigea l'école de 1904 à 1909, assista à l'élévation de celle-ci en faculté dont il fut le premier doyen de 1910 à 1922.

## Faculté de médecine et de pharmacie d'Alger (1909)
À cette date, il y avait 100 étudiants en médecine, 16 en pharmacie et 23 pour les études de sages-femmes. En 1910, la nouvelle Faculté de médecine et de pharmacie disposait de seize chaires magistrales : Anatomie, Physiologie, Anatomie pathologique et histologie, Chimie médicale, Physique médicale, Pharmacie, Hygiène et médecine légale, Matière médicale, Histoire naturelle médicale, Pathologie générale, Microbiologie et parasitologie, Clinique médicale, Clinique chirurgicale, clinique obstétricale, Clinique des maladies des enfants, Clinique ophtalmologique, Clinique des maladies des pays chauds et des maladies syphilitiques et cutanées. Depuis cette date, de multiples créations, modifications ou transformations de chaires ont été faites.
Dès la fin de la Grande Guerre, les autochtones commencèrent à faire leur entrée à la faculté de médecine. Certes en nombre réduit. L'année 1920-1921 on ne comptait que 10 musulmans pour 310 européens alors que de 1879 à 1914 ils ne furent que cinq à être diplômés dont 2 docteurs en médecine seulement.
En 1930, il y avait vingt chaires et le total d'étudiants était de 303 en médecine et 222 en pharmacie. L'année 1943-1944 verra l'école de sages-femmes quitter la faculté pour être rattachée à la Santé publique.
C'est en 1945, que la première "musulmane" obtint son Doctorat en médecine à l'université d'Alger : Dr Aldjia Benallègue née Noureddine. Notons toutefois, l'écart entre cette date et celle antérieurement du premier "musulman" médecin, le Dr Mohamed Seghier Benlarbey en 1884. Sans compter que le premier "musulman" à devenir médecin était bien le Dr Mohamed Nekkache, en 1880 mais à la Faculté de médecine de Paris (. En fait, par rapport à toutes les générations antérieures, c’est une révolution silencieuse, voire une réelle accélération de l’histoire. En effet, la première Algérienne médecin a ouvert la voie à ses coreligionnaires, dès lors que dès 1944-1945 les premières étudiantes sont entrées dans le service de pédiatrie en entamant aussitôt leurs études médicales : Nafissa Hamoud (ministre de la Santé en 1991) et M. Beloucif (Mme Larbaoui).
Dans les années 1950, elles sont rejointes par Janine Belkhodja, Louisa Aït Khaled (Mme Issaâd), Rosa Aït Kaci (Mme Aït Ouyahia), Baya Roumane (Mme Kerbouche) et Saïda Benhabyles.
En 1957, on dénombrait trente-deux chaires pour 639 étudiants en médecine, 246 en pharmacie et 91 en chirurgie dentaire.
Des instituts ont été créés et eurent un rayonnement certain grâce à la qualité de leurs directeurs : Institut d'hygiène et de médecine d'outre-mer (Professeur Lacroix), Institut de psychotechnique et de biométrie (Professeur Malmejac), Institut du trachome et d'ophtalmologie tropicale (Professeur Larmande), Institut d'éducation physique (Professeur Chardon), Institut d'odonto-stomatologie (Professeur Péri).

## Faculté de médecine d'Alger post-coloniale (1962)

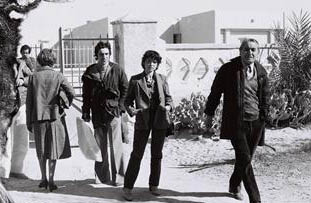
Le Aouchiche et son équipe lors d'une campagne de dépistage au Sahara en 1980

Avec le départ massif des médecins et cadres administratifs de la faculté, assurer la continuité de la formation universitaire s'avérait être une tâche insurmontable.
À l'indépendance du pays (juillet 1962), il n' y avait qu'un seul agrégé, le docteur Aouchiche, ophtalmologue, qui avait passé son agrégation en 1958 à Marseille. Il sera doyen de la nouvelle faculté de médecine de 1963 à 1971.
Le défi fut relevé par un noyau de médecins algériens encadrés par leurs maîtres pieds-noirs ou français de souche qui restèrent à leurs postes, assurant ainsi, outre la responsabilité de services, la préparation de leurs adjoints autochtones à l'agrégation, sous la conduite du doyen Brehant. À l'exception de quelques-uns (Lebon, Maril et Seror), la plupart quittèrent l'Algérie peu après 1962. L'absence d'enseignants de rang magistral dans les spécialités fondamentales va obliger le gouvernement algérien à demander à l'État français l'ouverture de postes d'agrégés pour l'Algérie à titre étranger ou dans le cadre de la coopération.
Dès la rentrée 1962-1963 et jusqu'en octobre 1971, le système était pratiquement calqué sur le système français.
L'année 1971 fut l'année de la réforme engagée par le ministère de l'Enseignement supérieur et de la Recherche scientifique de Mohamed Seddik Benyahia. Les deux décisions les plus importantes qui en découlèrent furent : la réduction du nombre d'années d'études à six et la suppression de l'internat remplacé par un résidanat de trois ans. La faculté de médecine disparut, remplacée par un Institut des sciences médicales (ISM) sous tutelle de l'Institut national d'études supérieures en sciences médicales (INESSM) regroupant les trois instituts de médecine, pharmacie et chirurgie dentaire. La cheville ouvrière de cette réforme furent les docteurs Mohamed Abdelmoumen, agrégé de physiologie, et Moulay Benmiloud, agrégé d'endocrinologie qui remplacèrent le système français par un système américain. L'année 1972 verra se dérouler les derniers concours d'agrégation selon l'ancienne formule.
Au cours des années 1990, l'INESSM est dissoute et la faculté de médecine avec ses trois départements est de nouveau rattachée à l'université d'Alger. Certaines modifications sont introduites dans le cursus des études et dans les modalités des examens et concours. La durée des études revient à sept ans et les études de spécialité passent à quatre ans.
Plus de cinquante disciplines sont enseignées en post-graduation et gérées par des comités pédagogiques de spécialité :
- En sciences fondamentales : anatomie, anatomie pathologique, biochimie, biologie clinique, biophysique, hémobiologie, histo-embryologie, immunologie, microbiologie, parasitologie, physiologie.
- Spécialités médicales : anesthésie-réanimation, cardiologie, dermatologie, endocrinologie-diabétologie, épidémiologie, gastro-entérologie, hématologie, maladies infectieuses, médecine interne, médecine légale, médecine du travail, médecine nucléaire, néphrologie, neurologie, oncologie médicale, pédiatrie, pharmacologie clinique, pneumo-phtisiologie, psychiatrie, radiologie, radiothérapie, rééducation fonctionnelle, rhumatologie.
- Spécialités chirurgicales : chirurgie maxillo-faciale, chirurgie pédiatrique, chirurgie urologique, chirurgie orthopédique, chirurgie générale, chirurgie cardio-vasculaire, gynéco-obstétrique, neuro-chirurgie, ophtalmologie, ORL.

La faculté est dirigée par un doyen qui est l'ordonnateur de la faculté. Le corps enseignant dépasse le millier : 300 professeurs et maîtres de conférence et 800 maîtres assistants. Au cours de l'année 2001-2002 on comptait dans le seul département de médecine plus de 10 000 étudiants : 8 663 en formation diplômante et 2 798 en post-diplôme.
La faculté est transformée en université de plein droit selon le Décret exécutif n° 24-320 du 1er octobre 2024, elle est renommée "université des sciences de la santé".

## Terrains de stages
- CHU Mustapha Pacha
- CHU Lamine Debaghine de Bab El Oued (Ex Maillot)
- CHU Nafissa Hamoud de Hussein Dey (Ex Parnet)
- CHU Issad Hassani de Beni Messous
- EHS en Cancérologie Pierre et Marie Curie (CPMC)
- Clinique de Chirurgie Générale Debussy annexe du CPMC
- EHS en Maladies Cardiovasculaire et Médecine du Sport Maouche Mohand Amokrane (Ex CNMS)
- EHS Mère-Enfant Hassen Badi d'El Harrach (Ex Belfort)
- EHS en UMC Selim Zmirli d'El Harrach
- EHS en Psychiatrie Drid Hocine de Kouba
- EHS en Psychiatrie Mahfoud Boucebci de Chéraga
- EHS en Médecine Physique et Réadaptation d'Azur Plage
- EHS en Appareil Locomoteur  Pr Abdelkader Boukhroufa de Ben Aknoun
- EHS en Médecine Physique et Réadaptation de Tixéraïne
- EHS en Maladie Infectieuses  El Hadi Flici (Ex El Kettar)
- EHS en Neurologie et Neurochirurgie  et Ali Aït Idir
- EHS en Chirurgie et Gastrologie  Djillali Rahmouni (Ex Clinique les Oranges) d'El Mouradia
- EPH Bachir Mentouri de Kouba
- EPH Djillali Belkhenchir d'El Biar
- EPH Belkacemi Tayeb de Zéralda
- EPH de Rouiba
- EPH de Bologhine
- EPH de Aïn Taya

## Professeurs et étudiants de renom
- Alphonse Henri Bertherand (1783-1862) chirurgien, fondateur de l'École de médecine d'Alger.
- Charles-Emmanuel Sédillot (1804-1883) chirurgien, créa le mot microbe en l'honneur de Louis Pasteur.
- Jean Baptiste Paulin Trolard (1842-1910) anatomiste, laissa son nom à plusieurs structures anatomiques.
- Henri Soulie (1857...) cofondateur de l'institut Pasteur d'Alger avec le professeur Trollard.
- Mohamed Seghir Benlarbey (1850-1939) premier médecin algérien à y soutenir sa thèse en 1884.
- Hyacinthe Vincent (1862-1950) légua son nom à un type particulier d'angine (angine de Vincent).
- Louis Vérain, inventeur d'un dispositif d'éclairage des salles opératoires, le scialytique.
- Jules Aimé Battandier (1848-1922) botaniste et pharmacien, deux orchidées portent son nom.
- Henri Marchand (1889-1974) médecin, physiologiste, anthropologiste et poète. Professeur agrégé de la Faculté de médecine d'Alger à partir de 1919.
- René Marcel de Ribet (1894-1967) anatomiste, auteur d'un traité de neuro-anatomie.
- Mohamed Lamine Debaghine (1917-2003) homme politique algérien.
- Mohamed Aouchiche (1919-2011) ophtalmologue, premier agrégé algérien ; premier doyen après l'indépendance du pays.
- Aldjia Noureddine Benallègue (1919) pédiatre, première algérienne médecin.
- Benyoucef Benkhedda (1920-2003) homme politique algérien.
- Abdelaziz Ziari (1945) homme politique algérien.
- Saïd Barkat (1948) homme politique algérien, ministre de la Santé.
- Abdennebi Benaissa (1950-) neurochirurgien, élu comme savant algérien en 2016 par La fondation Wissam ElAlem ElDjazaïr
- Elias Zerhouni (1951-) radiologue, directeur du National Institutes of Health (États-Unis) de 2002 à 2008, docteur émérite de l'Université d'Alger en 2005.